# جزیره آمبوی
جزیره آمبوی (به لاتین: Umboi Island) یک کوه و جزیره در پاپوآ گینه نو است که در استان موروبه واقع شده‌است. جزیره آمبوی ۱٬۵۴۸ متر بالاتر از سطح دریا واقع شده‌است.